# Леонардо (сеть магазинов)
«Леонардо» — российская сеть магазинов для творчества и рукоделия, насчитывающая более 100 магазинов в России, имеющая несколько магазинов в Белоруссии и Казахстане, а также одноимённый интернет-магазин Leonardo.ru.

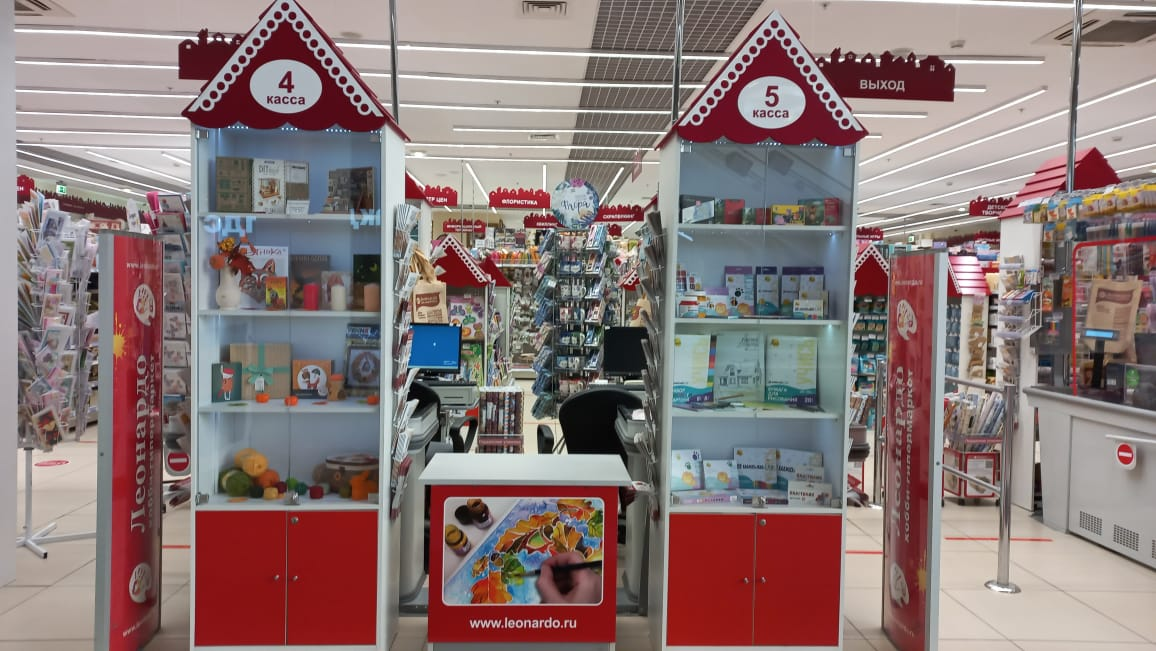
Стенды магазина Леонардо

## История развития
Сеть магазинов для хобби и творчества «Леонардо» была открыта и зарегистрирована в октябре 2007 года компанией «Смайнэкс Лимитед» (Sminex Limited). В 2009 году сеть сменила владельца: убыточный в тот момент бизнес взял под руководство Борис Кац, основатель «Фирмы Гамма» (ТД Гамма), торгово-производственной компании на рынке товаров для шитья и хобби, а также основатель сети магазинов для шитья и рукоделия «Иголочка». Он занял пост председателя совета директоров АО «Планета увлечений» (головной компании сети «Леонардо») и пост директора по развитию сети «Леонардо». Должность генерального директора АО «Планета увлечений» занимает Елена Филонова.
С 2009 по 2012 число магазинов в сети выросло до пятнадцати, а в 2017 году — уже до 80 в 36 городах РФ. В ноябре 2017 года открылся первый магазин «Леонардо» в ближнем зарубежье — в Минске (Республика Беларусь). В 2019 году, несмотря на слухи о планах продолжить экспансию в Польше, сеть открывает следующие два магазина в границах ЕАЭС: в городах Нур-Султан и Алматы (Республика Казахстан).

## Ассортимент

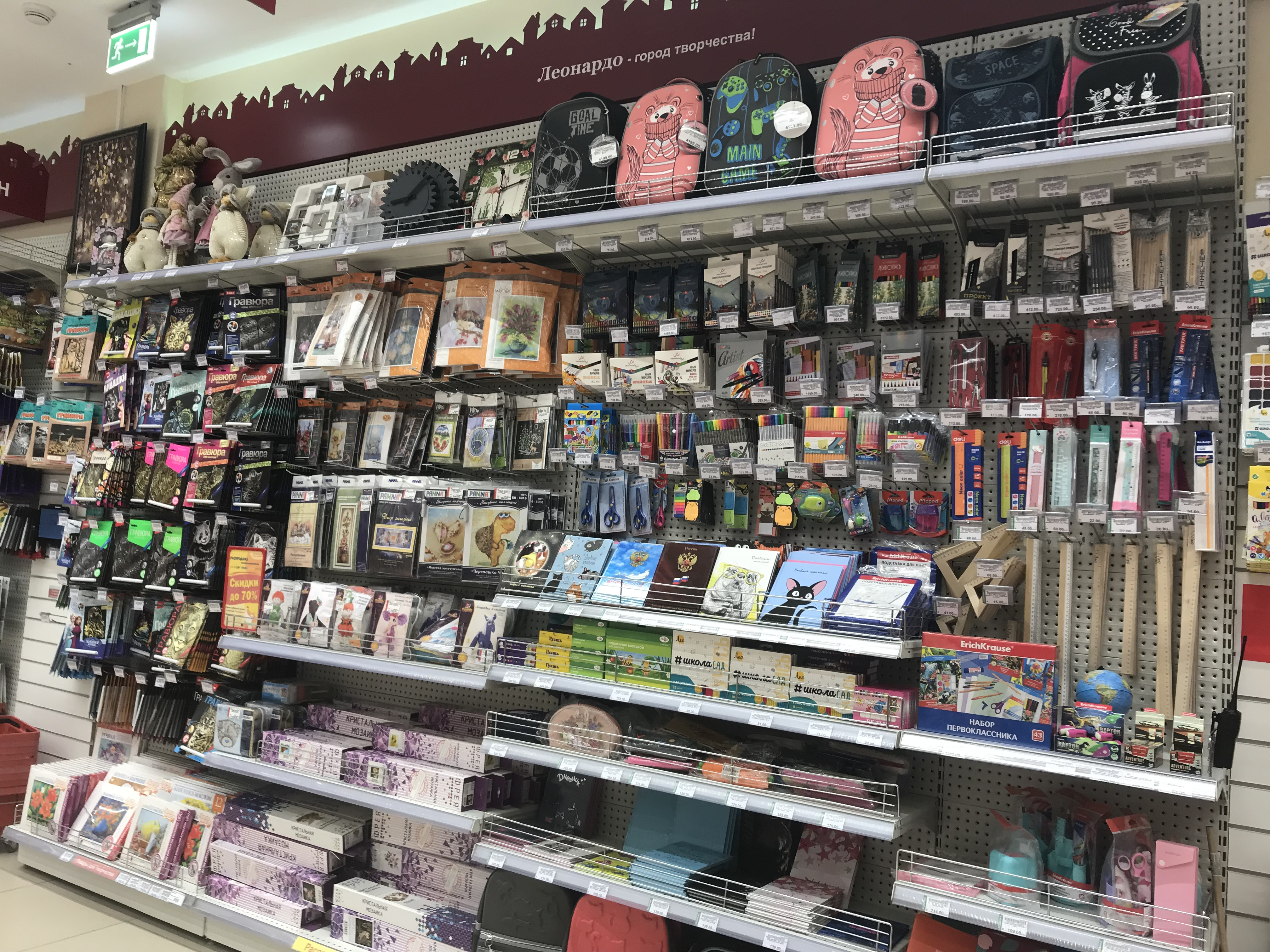
Ассортимент магазина Леонардо

В сети «Леонардо» представлен ассортимент для разных видов творчества — не только для шитья и рукоделия, но и художественные товары. Всего в магазинах насчитывается больше 20-60 000 SKU (товарных наименований) и до 1 млн единиц товаров.
На рынке товаров для рукоделия и творчества сеть «Леонардо» за счёт широкого ассортимента выигрывает конкуренцию у мелких игроков. Согласно результатам проекта «Тайный покупатель», реализованного New Retail (В2В-порталом о ритейле) и компанией INTERNATIONAL SERVICE CHECK в 2016 году, тайные покупатели дали имиджу «Леонардо» по 10-бальной шкале оценку в 9,6 балла, отметив широкую продуктовую линейку.
Гендиректор «Infoline-Аналитики» Михаил Бурмистров считает, что концепция «Леонардо» соответствует лучшим международным практикам: ключевое конкурентное преимущество ритейлера заключается в высокой лояльности клиентов, которая обеспечивается проведением творческих мастер-классов и фестивалей.

## Финансовые показатели
С 2011 года финансовые показатели АО «Планета Увлечений», головной управляющей компании сети, постоянно растут, падение отмечено лишь в «пандемийном» 2020 году. По данным базы «СПАРК», в 2014 году выручка компании составила 2,3 млрд руб., в 2016 году — 5,5 млрд руб. В 2019 году, по данным финансовой отчетности компании, выручка составила 8,27 млрд руб., на конец 2020 года — 7,81 млрд руб.
В 2020 году после долгого весеннего локдауна, когда большинство розничных точек в торговых центрах уже открылось, трафик покупателей в сети «Леонардо», как и во многих других непродовольственных сетях, восстанавливался медленными темпами: в июне 2020 года он был ниже прошлогодних показателей примерно на 30-50 %.
В 2021 году, накануне локдауна в октябре, в сети «Леонардо» прогнозировалось падение продаж до 98 %, поскольку у компании очень низкая доля онлайн-торговли. В связи с этим для снижения потерь часть магазинов была переведена в режим работы ПВЗ (пунктов выдачи заказов).